# Hypaspistes armatus
Hypaspistes armatus là một loài bọ cánh cứng trong họ Anthicidae. Loài này được Waterhouse miêu tả khoa học năm 1886.